# لوزون، سوئیس
شهر لوزون  در بخش لوکارنو در  ایالت تیسینودر کشور سوئیس  واقع شده‌است که  ۶٬۰۰۰  نفر جمعیت دارد.